# Piracema (Minas Gerais)
Piracema é um município do estado de Minas Gerais, no Brasil. Sua população estimada em 2010 era de 6.406 habitantes, dos quais a maioria vive na zona rural.

## Etimologia
"Piracema" origina-se do tupi antigo pirásema, que significa "saída de peixes" (pirá, peixes e sema, saída).